# Annesofie Hartmann Nielsen
Annesofie Hartmann Nielsen (* 22. September 2000) ist eine dänische Leichtathletin, die sich auf den Diskuswurf spezialisiert hat und auch im Kugelstoßen an den Start geht.

## Sportliche Laufbahn
Erste internationale Erfahrungen sammelte Annesofie Hartmann Nielsen im Jahr 2017, als sie bei den U18-Weltmeisterschaften in Nairobi mit einer Weite von 41,18 m in der Qualifikationsrunde im Diskuswurf ausschied. Im Jahr darauf verpasste sie bei den U20-Weltmeisterschaften in Tampere mit 48,64 m den Finaleinzug und 2019 belegte sie bei den U20-Europameisterschaften in Borås mit 50,53 m den siebten Platz. 2021 brachte sie bei den U23-Europameisterschaften in Tallinn im Finale keinen gültigen Versuch zustande und 2023 schied sie bei den Weltmeisterschaften in Budapest mit 54,90 m in der Qualifikationsrunde aus. Im Jahr darauf verpasste sie bei den Europameisterschaften in Rom mit 55,73 m ebenfalls den Finaleinzug.
2023 wurde Nielsen dänische Meisterin im Kugelstoßen im Freien sowie 2024 in der Halle.

## Persönliche Bestleistungen
- Kugelstoßen: 15,13 m, 16. Februar 2024 in Odense
- Diskuswurf: 58,30 m, 15. Juli 2023 in Bottnaryd